# Álvaro Echeverría Zuno
Álvaro Echeverría Zuno (Ciudad de México, 1948-Cuernavaca, Morelos, 19 de mayo de 2020) fue un economista mexicano, hijo de Luis Echeverría Álvarez, presidente de México de 1970 a 1976. Ocupó algunos cargos en la administración pública de México.

## Reseña biográfica
Álvaro Echeverría nació en la Ciudad de México en 1948, siendo el tercero de los ocho hijos de Luis Echeverría Álvarez y su esposa María Esther Zuno Arce. En el momento de su nacimiento, su padre se desempeñaba como secretario particular del presidente nacional del PRI, Rodolfo Sánchez Taboada.

## Formación académica
Realizó sus estudios básicos en escuelas oficiales y fue licenciado en Economía egresado del Instituto Tecnológico Autónomo de México (ITAM). Al término del periodo presidencial de su padre, Luis Echeverría, su sucesor José López Portillo lo nombró como representante permanente de México ante la Organización de las Naciones Unidas para la Alimentación y la Agricultura (FAO) y posteriormente fue gobernador suplente del Fondo Internacional de Desarrollo Agrícola (IFAD).

## Puestos públicos
Posteriormente ocupó los cargos de delegado de la entonces Secretaría de Agricultura y Recursos Hidráulicos en el estado de Morelos y oficial mayor y luego entre 1995 y 2000, subsecretario de Organización y Desarrollo de la Secretaría de la Reforma Agraria.

## Deceso
El 19 de mayo de 2020 su cuerpo fue hallado por la policía en su domicilio de la ciudad de Cuernavaca. Se informó que había fallecido a causa de un disparo de arma de fuego en la cabeza, se encontró también el arma y una carta póstuma. Como causa del deceso fue anunciado el suicidio.